# Chimonobambusa quadrangularis
Chimonobambusa quadrangularis är en gräsart som först beskrevs av Edward Fenzl, och fick sitt nu gällande namn av Tomitaro Makino. Chimonobambusa quadrangularis ingår i släktet Chimonobambusa och familjen gräs. Inga underarter finns listade i Catalogue of Life.

## Bildgalleri

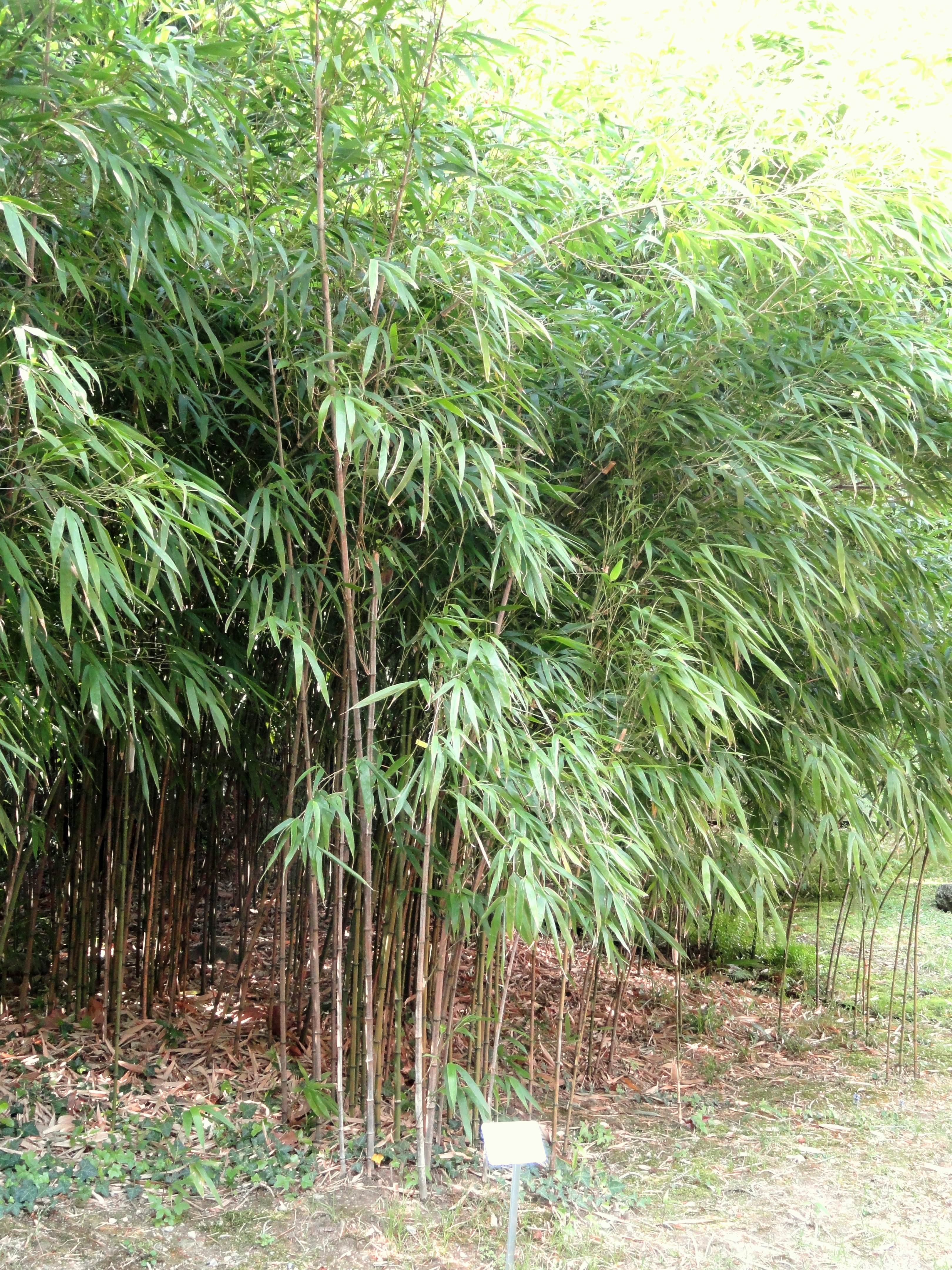
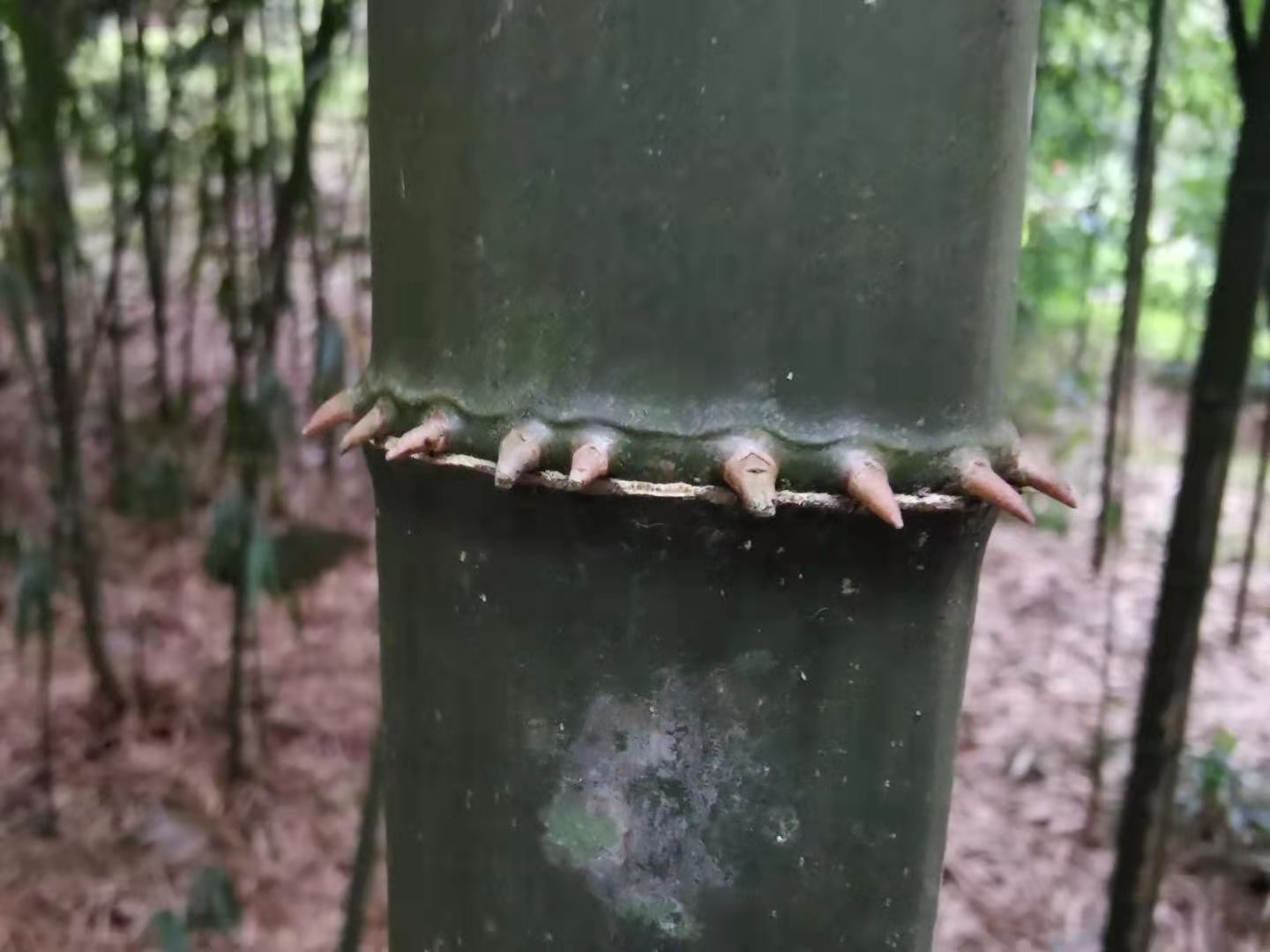
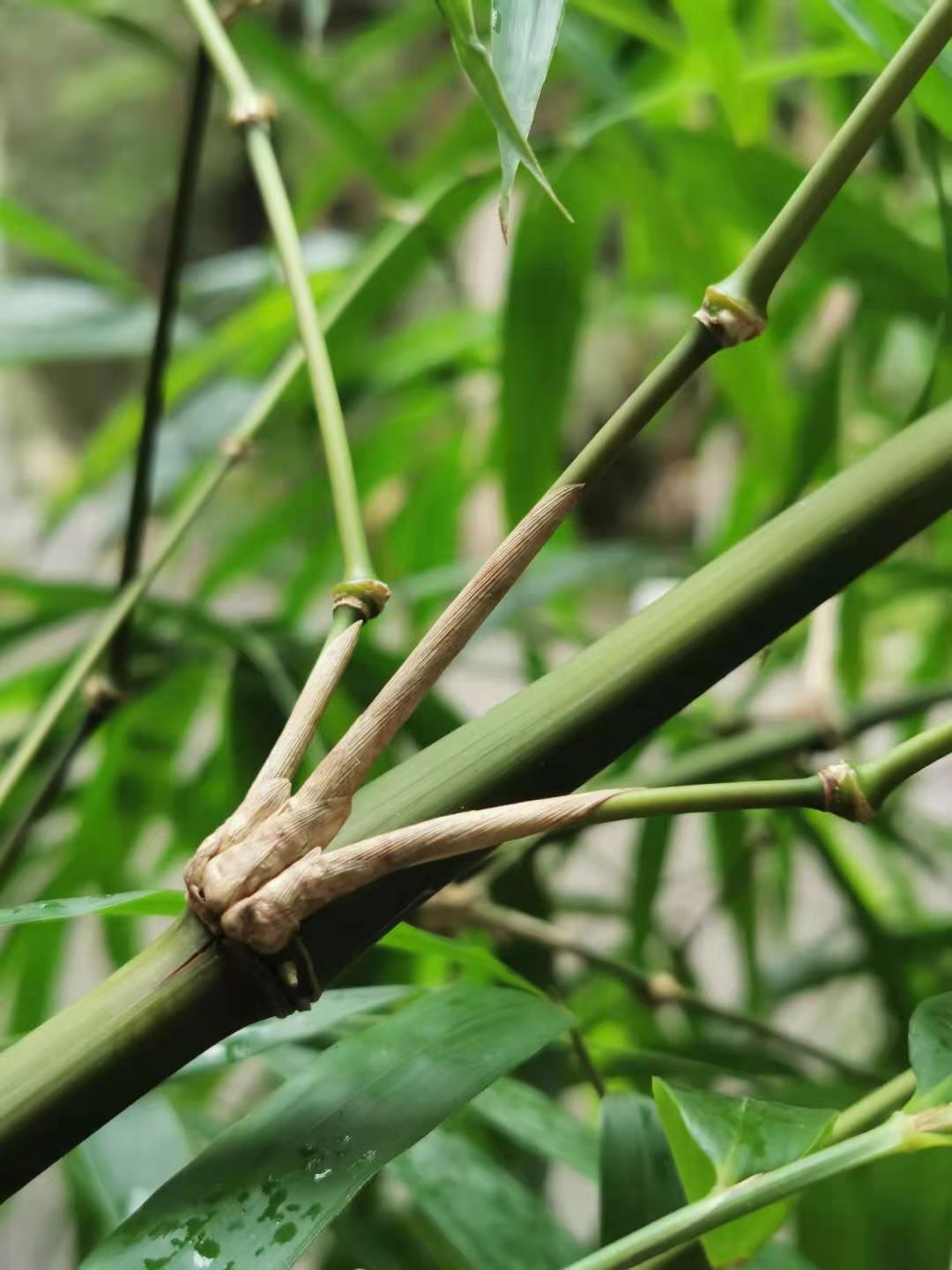